# Leptostomias robustus
Leptostomias robustus is een straalvinnige vissensoort uit de familie van Stomiidae. De wetenschappelijke naam van de soort is voor het eerst geldig gepubliceerd in 1941 door Imai.